# Asilus schedius
Asilus schedius là một loài ruồi trong họ Asilidae. Asilus schedius được Walker miêu tả năm 1849. Loài này phân bố ở vùng nhiệt đới châu Phi.